# Rejowiec Fabryczny (gemeente)
De gemeente Rejowiec Fabryczny is een landgemeente in het Poolse woiwodschap Lublin, in powiat Chełmski.
De zetel van de gemeente is in Rejowiec Fabryczny
Op 30 juni 2004 telde de gemeente 4635 inwoners.

## Oppervlakte gegevens
In 2002 bedroeg de totale oppervlakte van gemeente Rejowiec Fabryczny 87,51 km², waarvan:
- agrarisch gebied: 62%
- bossen: 21%

De gemeente beslaat 4,92% van de totale oppervlakte van de powiat.

## Demografie
Stand op 30 juni 2004:
| Omschrijving                   | Totaal | Totaal | Vrouwen | Vrouwen | Mannen | Mannen |
| ------------------------------ | ------ | ------ | ------- | ------- | ------ | ------ |
| eenheid                        | aantal | %      | aantal  | %       | aantal | %      |
| inwoners                       | 4635   | 100    | 2445    | 52,8    | 2190   | 47,2   |
| bevolkingsdichtheid (inw./km²) | 53     | 53     | 27,9    | 27,9    | 25     | 25     |

In 2002 bedroeg het gemiddelde inkomen per inwoner 1398,78 zł.

## Administratieve plaatsen (sołectwo)
Gołąb, Józefin, Kanie (sołectwa: Kanie en Kanie-Stacja), Krasne, Krzywowola, Leszczanka, Liszno, Liszno-Kolonia, Pawłów, Toruń, Wólka Kańska, Wólka Kańska-Kolonia, Zalesie Kańskie, Zalesie Krasieńskie,

## Aangrenzende gemeenten
Łopiennik Górny, Rejowiec, Rejowiec Fabryczny, Siedliszcze, Trawniki